# Rännberg
Rännberg este o arie protejată (arie specială de conservare — SAC, sit de importanță comunitară — SCI) din Suedia întinsă pe o suprafață de 86,8 ha, integral pe uscat.

## Localizare
Centrul sitului Rännberg este situat la coordonatele 60°19′28″N 12°40′00″E / 60.3244°N 12.6666°E.

## Înființare
Situl Rännberg a fost declarat sit de importanță comunitară în ianuarie 1998 pentru a proteja 1 specie de plante. Situl a fost protejat și ca arie specială de conservare în martie 2011.

## Biodiversitate
Situată în ecoregiunea boreală, aria protejată conține 3 habitate naturale: Păduri fino-scandinave bogate în ierburi cu Picea abies, Pante stâncoase silicioase cu vegetație casmofită, Taiga vestică.
La baza desemnării sitului se află o specie protejată de  plante: Cynodontium suecicum.